# Beide Veenslooten
Beide Veenslooten is een voormalig waterschap in de Nederlandse provincie Groningen.
Het waterschap lag tussen de Boven en de Beneden Veensloot ten zuiden van Meeden. De oostgrens lag op de weg de Kibbelgaarn, de westgrens nagenoeg op de Spoorhavenweg van Muntendam. De molen stond aan de westkant van de polder en sloeg uit op de Jachtveensloot die in het Meedenerdiep uitkwam.
Waterstaatkundig gezien ligt het gebied sinds 2000 binnen dat van het waterschap Hunze en Aa's.